# Swing Deluxe
Swing Deluxe est un groupe de jazz manouche vocal français, originaire de Paris.

## Biographie
Madre Madre fusionne avec Franszosische Grammöphon pour donner naissance à Swing Deluxe en 2004. C’est à l’origine un quartet de jazz qui joue la musique de Django Reinhardt et Stéphane Grappelli dans les bars à musique de la capitale. le groupe joue dans les bars de Paris et de sa région.

## Membres
- Hagop Demirdjian — chant, guitare
- Fanny Cabaret — contrebasse
- Clément Brussovsky — guitare
- Agnès Duteil — accordéon
- Eduardo Silva — guitare

## Discographie
- 2006 : Jazz manouche vocal
- 2010 : Succès garanti